# 伍德蘭海茨 (特拉華州)
伍德蘭海茨（英語：Woodland Heights）是位於美國特拉華州蘇塞克斯縣的一個非建制地區。該地的面積和人口皆未知。

## 地理
伍德蘭海茨的座標為38°33′48″N 75°34′29″W / 38.56333°N 75.57472°W，而該地的平均海拔高度為9米（即30英尺）。